# Willy De Clercq
Willy Clarisse Elvire Hector De Clercq (ur. 8 lipca 1927 w Gandawie, zm. 28 października 2011 tamże) – belgijski i flamandzki polityk, prawnik, wykładowca akademicki. Parlamentarzysta krajowy, wielokrotny minister i wicepremier, członek Komisji Europejskiej, poseł do Parlamentu Europejskiego.

## Życiorys
Ukończył studia prawnicze na Uniwersytecie w Gandawie, kształcił się następnie w Stanach Zjednoczonych na Syracuse University. Rozpoczął praktykę adwokacką w rodzinnym mieście, a jednocześnie podjął pracę naukową. Został docentem na Uniwersytecie w Gandawie i na Wolnym Uniwersytecie Brukseli.
Po raz pierwszy funkcję publiczną objął w 1952, kiedy to został radnym Gandawy. Pomiędzy 1958 i 1985 sprawował mandat posła do Izby Reprezentantów, będąc wybieranym w kolejnych wyborach krajowych. Działał przez wiele lat w Partii na rzecz Wolności i Postępu (stał na jej czele w latach 1972–1973 oraz 1977–1982), na bazie której w 1992 powołano ugrupowanie Flamandzkich Liberałów i Demokratów.
Wielokrotnie obejmował stanowiska w rządzie federalnym. Był wiceministrem ds. budżetu (1960–1961), wicepremierem i ministrem budżetu (1966–1968), wicepremierem i ministrem finansów (1973–1974), ministrem finansów (1974–1977), wicepremierem, ministrem finansów i ministrem handlu zagranicznego (1981–1985). W 1985 powołany w skład Komisji Europejskiej kierowanej przez Jacques’a Delorsa, przez cztery lata był komisarzem europejskim ds. stosunków zewnętrznych i europejskiej polityki sąsiedztwa.
W 1979, w pierwszych powszechnych wyborach, został wybrany do Parlamentu Europejskiego, zrezygnował po dwóch latach w związku z ponownym wejściem w skład rządu. Do Europarlamentu powrócił w 1989, w 1994 i 1999 uzyskiwał reelekcję, zasiadając w PE przez trzy pełne kadencje (do 2004). Był członkiem grupy liberalnej (i jej wiceprzewodniczącym w okresie 1989–1992), przez dziesięć lat kierował komisjami Parlamentu Europejskiego.
W 2003 znalazł się wśród założycieli pozarządowej organizacji Medbridge, zajmującej się upowszechnianiem dialogu między Europą i Bliskim Wschodem.